# Mezní situace
Mezní situace (německy Grenzsituation) je situace zvláštního druhu, v níž člověk naráží na své meze, na hranice imanentního bytí a vlastního pobývání. 
Jako filozofický termín tento pojem poprvé užil roku 1919 německý filozof Karl Jaspers ve své knize Psychologie světonázorů (německy Psychologie der Weltanschauungen). Příklady mezních situací jsou podle Jasperse smrt, utrpení, boj nebo vina.
Mezní situace, tj. bezvýchodné, extrémní životní okolnosti, kdy se projevuje krutost a nepřítelství světa, v němž žijeme, jsou podle Jasperse zvlášť důležité z hlediska vysvětlení existence. Nejvýraznější příklad mezní situace je smrt, před níž vystupuje konečnost vlastní existence člověka nejbezprostředněji. V mezní situaci je nepodstatné všechno, co vyplňovalo lidský život v jeho každodennosti, individuum bezprostředně odkrývá svou podstatu jako konečnou existenci, která je, podle Jaspersova předsvědčení, vnitřně spojena s transcendencí. Podle Jaspersova názoru jsou mezní situace „šifrou“, symbolem lidského postavení ve světě.
Jaspers přisuzuje zvláštní význam pojmu transcendence, tj. bytí nezávislého na existenci. Jaspers však nepřipouští myšlenku možnosti objektivního poznání transcendence. Z Jaspersova hlediska člověk žije v záhadném, nepoznatelném světě; existence je že všech stran zahalená tajemnými symboly a znaky. Svět je jakýsi kryptogram, který se člověk marně snaží vyluštit. Jen v mezních situacích, zvláště v okamžiku smrti,  se clona bytí poněkud poodhalí a člověk se může setkat s transcendentnem, které nehledě na neurčitost tohoto pojmu u něho znamená především jakési nejvyšší bytí, to znamená, že je totožné s pojmem Boha.
Idea mezní situace se v poněkud odlišné podobě objevuje již u ruského existencialisty L. I. Šestova.